# Gmina związkowa Hettenleidelheim
Gmina związkowa Hettenleidelheim (niem. Verbandsgemeinde Hettenleidelheim) − dawna gmina związkowa w Niemczech, w kraju związkowym Nadrenia-Palatynat, w powiecie Bad Dürkheim. Siedziba gminy związkowej znajdowała się w miejscowości Hettenleidelheim. 1 stycznia 2018 gmina związkowa została połączona z gminą związkową Grünstadt-Land tworząc tym samym nową gminę związkową Leiningerland.

## Podział administracyjny
Gmina związkowa zrzeszała pięć gmin wiejskich:
1. Altleiningen
2. Carlsberg
3. Hettenleidelheim
4. Tiefenthal
5. Wattenheim